# Francesa Daga
Françoise Dague en occità o Françoise Dague en francés és una personalitat del món associatiu occità i de la cultura popular als anys 1960-80.
El 1962 va fundar els Ballets occitans de Tolosa i, a continuació, el 1971, amb Hubert Poirée, el Conservatoire occitan. També és cantant i etnógrafa, i ha reunit una col·lecció excepcional de vestits tradicionals. Ha cantat amb Rosina de Pèira.

## Biografia
D'origen limousine, Francesa Daga va créixer al camp i es va veure immersa en la cultura popular occitana gràcies a sa mare, Cécile Marie, qui era una folclorista reputada. Va aprendre les tècniques de cant tradicionals gràcies al contacte amb les persones d'avançada edat. Es va instal·lar a Tolosa de Llenguadoc i a partir dels 14 anys es va unir a grups folkloriques locals.
A continuació va estudiar Belles Arts. Va començar un estudi en el qual dibuixava els trajes tradicionals de les diferents regions occitanes i va ampliar el treball de recerca de sa mare recollint informació, a més de sobre els trajes, sobre la música i les danses populars.
El 1962 va fundar el grup de Ballets occitans de Tolosa. El 1971, va convèncer l'Ajuntament de Tolosa per crear el Conservatoire occitan que es va instal·lar al carrer Jacques Darré, al barri Sant-Cyprien. El 1975 va il·lustrar la labor de sa mare, Cécile Marie: Anthologie de la Chanson occitane, chansons populaires des pays de langue d'oc (París, G. P. Maisonneuve et Larose, 1975).

## Discografia
- Ballets occitans de Toulouse - Philips - 1968
- Les Pyrénées au pays d'Occitanie - Françoise Dague et les Ballets occitans - Le Chant du Monde LDX74413
- Gascogne en Occitanie - Françoise Dague et les Ballets occitans - Le Chant du Monde LDX74470
- Dague, Pòp occitana - Pathé Marconi EMI 2C06412703 - 1973
- Nadal Encara - Revolum REV054 (avec Martina, Clara et Rosina de Pèira)